# Pinehill (New Mexico)
Pinehill ist ein Dorf im Nordwesten des US-Bundesstaates New Mexico im Cibola County. Es hat eine Fläche von 8,7 km². Pinehill liegt in der Ramah-Navajo-Indianerreservation. Das U.S. Census Bureau hat bei der Volkszählung 2020 eine Einwohnerzahl von 586 ermittelt.